# Prescottia stachyodes
Prescottia stachyodes là một loài thực vật có hoa trong họ Lan. Loài này được (Sw.) Lindl. miêu tả khoa học đầu tiên năm 1836.

## Hình ảnh

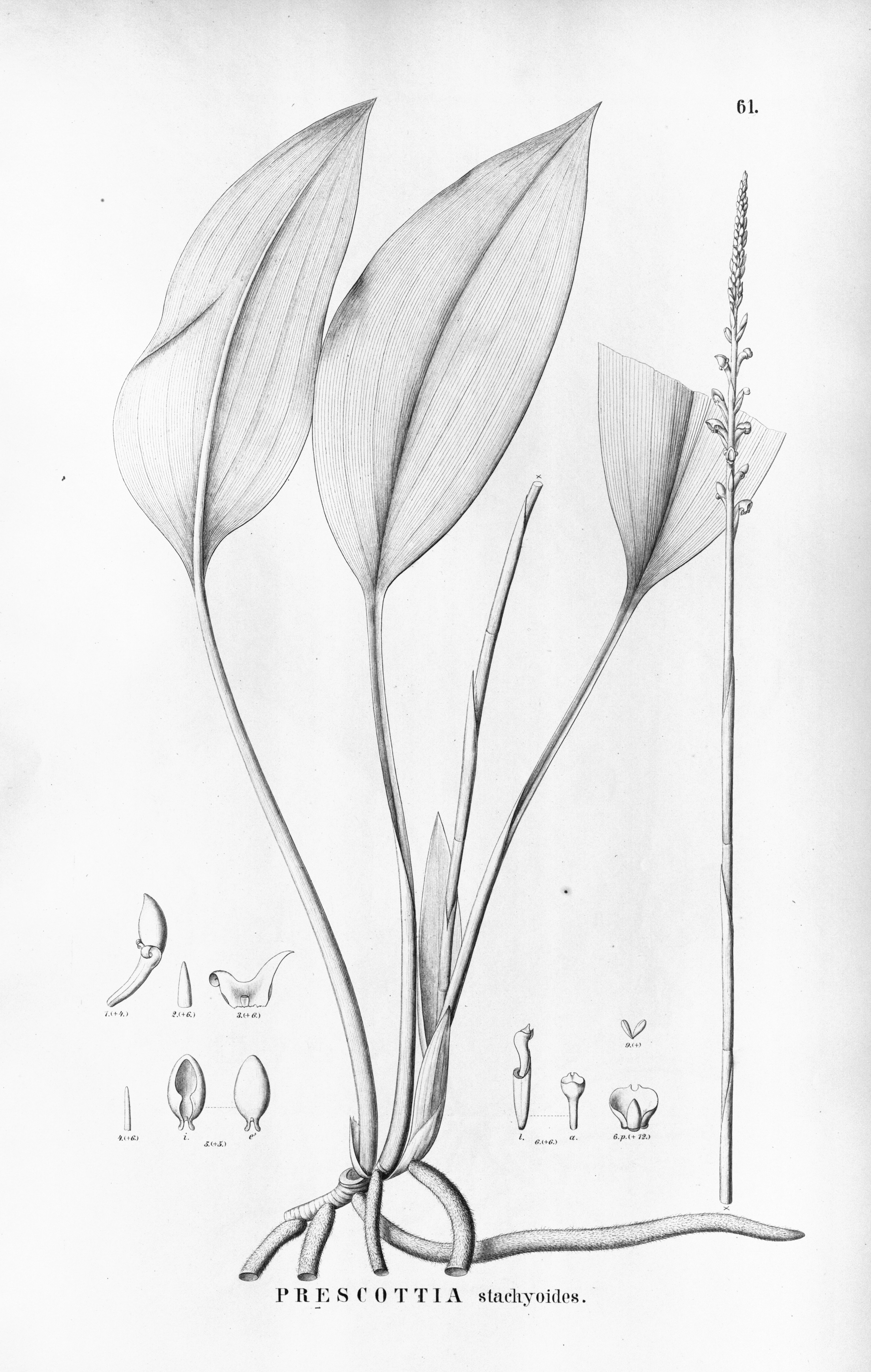